# Taenitis flabellivenia
Taenitis flabellivenia är en kantbräkenväxtart som först beskrevs av Bak., och fick sitt nu gällande namn av Holtt. Taenitis flabellivenia ingår i släktet Taenitis och familjen Pteridaceae. Inga underarter finns listade.